# Хрущово-Микитівська волость
Хрущово-Микитівська волость — історична адміністративно-територіальна одиниця Богодухівського повіту Харківської губернії з центром у селі Хрущова Микитівка.
Станом на 1885 рік складалася з 9 поселень, 5 сільських громад. Населення — 3755 осіб (1954 чоловічої статі та 1801 — жіночої), 615 дворових господарств.
|                     | Площа, десятин | У тому числі орної, дес. |
| ------------------- | -------------- | ------------------------ |
| Сільських громад    | 3735           | 3336                     |
| Приватної власності | 8585           | 4444                     |
| Іншої власності     | 110            | 96                       |
| Загалом             | 12430          | 7876                     |

Найбільші поселення волості станом на 1885:
- Хрущова Микитівка (містечко Чернетчина) — колишнє власницьке село при річці Вільховатка за 10 верст від повітового міста, 866 осіб, 230 дворів, православна церква, школа, аптека, поштова станція, 2 лавки й винокурний завод, базари по неділях й 2 ярмарки на рік. За 4 версти — винокурний і цегельний заводи. За 3 версти — лісопильня. За 12 верст — залізнична станція Максимівка.
- Шарівка — колишнє власницьке село при річці Мерчик, 942 особи, 153 двори, православна церква, школа, 3 лавки, 2 ярмарки на рік.